# Kleppur
Kleppur är en kulle i republiken Island. Den ligger i regionen Austurland, 400 km öster om huvudstaden Reykjavík. Toppen på Kleppur är 241 meter över havet.
Trakten runt Kleppur är nära nog obefolkad, med mindre än två invånare per kvadratkilometer. Närmaste större samhälle är Egilsstaðir, omkring 18 kilometer nordost om Kleppur. Trakten runt Kleppur består i huvudsak av gräsmarker.